# Pristimantis stictogaster
Espèce
Synonymes
- Eleutherodactylus stictogaster Duellman & Hedges, 2005

Statut de conservation UICN

 LC  : Préoccupation mineure
Pristimantis stictogaster est une espèce d'amphibiens de la famille des Craugastoridae.

## Répartition
Cette espèce est endémique de la province d'Oxapampa dans la région de Pasco au Pérou. Elle se rencontre entre 1 470 et 2 790 m d'altitude sur le versant Amazonien de la cordillère Orientale et dans la cordillère Yanachaga.

## Publication originale
- Duellman & Hedges, 2005 : Eleutherodactyline frogs (Anura: Leptodactylidae) from the Cordillera Yanachaga in central Peru. Copeia, vol. 2005, no 3, p. 526-538.